# Gison IV de Gudensberg
Gison IV, né vers 1070 et mort le 12 mars 1122, fut comte dans le Haut-Lahngau puis, à partir de 1121, comte de Gudensberg en Hesse. Il garda également la charge de porte-drapeau impérial.
Durant sa vie, la noble famille des Gison atteint le faîte de sa puissance, occupant un très large territoire au maximum de son expansion.

## Biographie
La première mention de Gison IV apparaît sur un document daté de 1099, en tant que fils de la comtesse Mathilde, issu de son premier mariage avec le comte Gison II († 1073) ou Gison III. Seigneurs (Grafen) dans le Gaue de la Hesse septentrionale, les Gison entretient des relations étroites avec la dynastie franconienne : ils furent baillis (Vögte) de l'abbaye de Wetter, fondée par l'empereur Henri II et son épouse Cunégonde de Luxembourg en 1015, et reçoivent en fief des domaines royals autour de Marbourg.
Gison IV épouse Cunégonde († 1138/1140), fille du comte Rugger II de Bilstein. Elle lui apporte de nombreuses possessions et bailliages, en particulier dans la vallée de la  Werra, dans le Haut-Lahngau et sur le Rhin –  ainsi que avoué, chargé de la protection des intérêts, de l'abbaye de Hersfeld et de l'église Saint-Florin de Coblence.
Dans les documents contemporains, il est souvent mentionné avec Werner IV, comte de Maden et de Gudensberg, qui était possiblement un parent de son épouse Cunégonde. Tous deux sont les confidents de l'empereur Henri IV. Après que celui-ci a été forcé à abdiquer par son fils Henri V en 1105, Gison lui reste loyal. En 1114, il entre en guerre contre Frédéric Ier de Schwarzenburg, archevêque de Cologne, qui soutenait le pape lors de la querelle des Investitures. Il dévaste en particulier l'abbaye de Grafschaft dans la région de Sauerland.
Ultérieurement, Gison et Werner changent de camp. Entre 1115 et 1118, ils reconnaissent Adalbert Ier de Sarrebruck, archevêque de Mayence et adversaire déclaré de l'empereur dans la querelle des investitures, comme suzerain de tous leurs fiefs en Haute et Basse-Hesse, dont le château de Hollende, siège ancestral de la famille Gison près de Wetter. Ils permettent ainsi à l'électorat de Mayence d'avoir la mainmise sur un vaste territoire contigu en Hesse.
Werner IV meurt le 22 février 1121 sans héritier mâle. Gison hérite de ses possessions, probablement en raison de son mariage avec Cunégonde de Bilstein. Cette même année, il est mentionné pour la première fois sous le titre de comte de Udenesberc (Gudensberg).
Gison IV meurt le 12 mars 1122. Son fils Gison V hérite de ses possessions. Enfant mineur à la mort de son père, il est sous la tutelle de Henri Raspe, fils cadet du comte Louis le Sauteur et second époux de sa mère.

## Descendants
De son mariage avec Cunégonde de Bilstein naissent deux enfants :
- Edwige de Gudensberg, née en 1098, mariée en 1110 avec le comte Louis Ier, frère aîné de Henri Raspe, qui est nommé premier landgrave de Thuringe en 1131 ;
- Gison V, né vers 1110, qui succède à son père en tant que comte de Gudensberg.

Après la mort du comte Gison V sans héritiers en 1137, les domaines de Gudensberg reviennent à son beau-frère Louis Ier de Thuringe.